# المحطة القادمة (فلم)
المحطة القادمة فيلم سوري للمخرج الشاب محمد الشيخ.

## القصة
يروي قصة شاب غادر سوريا إلى ألمانيا أثناء الحرب وعاش صراعات نفسية واجتماعية مختلفة بين الحنين إلى الأرض والتفكير بالمستقبل.